# توشيوكي تاكاجي
توشيوكي تاكاجي (باليابانية: 高木 俊幸) (25 مايو 1991 في يوكوهاما في اليابان – )؛ هو لاعب كرة قدم ياباني سابق كان يلعب كمهاجم.

## وصلات خارجية
- توشيوكي تاكاجي على موقع الاتحاد الدولي (مؤرشف)  (الإنجليزية)
- توشيوكي تاكاجي على موقع رابطة كرة القدم اليابانية للمحترفين (اليابانية)
- توشيوكي تاكاجي على موقع قاعدة بيانات كرة القدم.إي يو (الإنجليزية)
- توشيوكي تاكاجي على موقع Soccerway.com (الإنجليزية)
- توشيوكي تاكاجي على موقع عالم كرة القدم.نت (الإنجليزية)
- توشيوكي تاكاجي على موقع كووورة